# Eochaid mac Domangairt
Eochaid mac Domangairt (mort cap al 697) va ser rei de Dál Riata (actual Escòcia occidental) cap al 697. Va ser membre del Cenél nGabráin i era fill de Domangart mac Domnaill
Se'l cita a les llistes de reis de Dál Riata, al Duan Albanach i als Sincronismes de Flann Mainistrech. En algunes fonts se l'anomena Eochaid Nas Tort (Riannamail), però les lectures modernes consideren això com una referència confusa al rei Fiannamail ua Dúnchado en lloc d'un epítet.
La mort d'Eochu nepos Domnaill (Eochaid net de Domnall Brecc) el 697 apareix als Annals d'Ulster, assassinat per Fiannamail ua Dúnchado.
Eochaid mac Domangairt és considerat el pare d'Eochaid mac Echdach, de Drust i Alpí mac Echdach. segons William Forbes Skene els dos últims eren fills d'una mare picta. De fet, Marjorie Ogilvie Anderson creu que una germana de Nechtan mac Derile havia tingut dos fills, Drust i Alpí, o el rei escot Eochaid mac Domangairt.